# Floy Agnes Lee

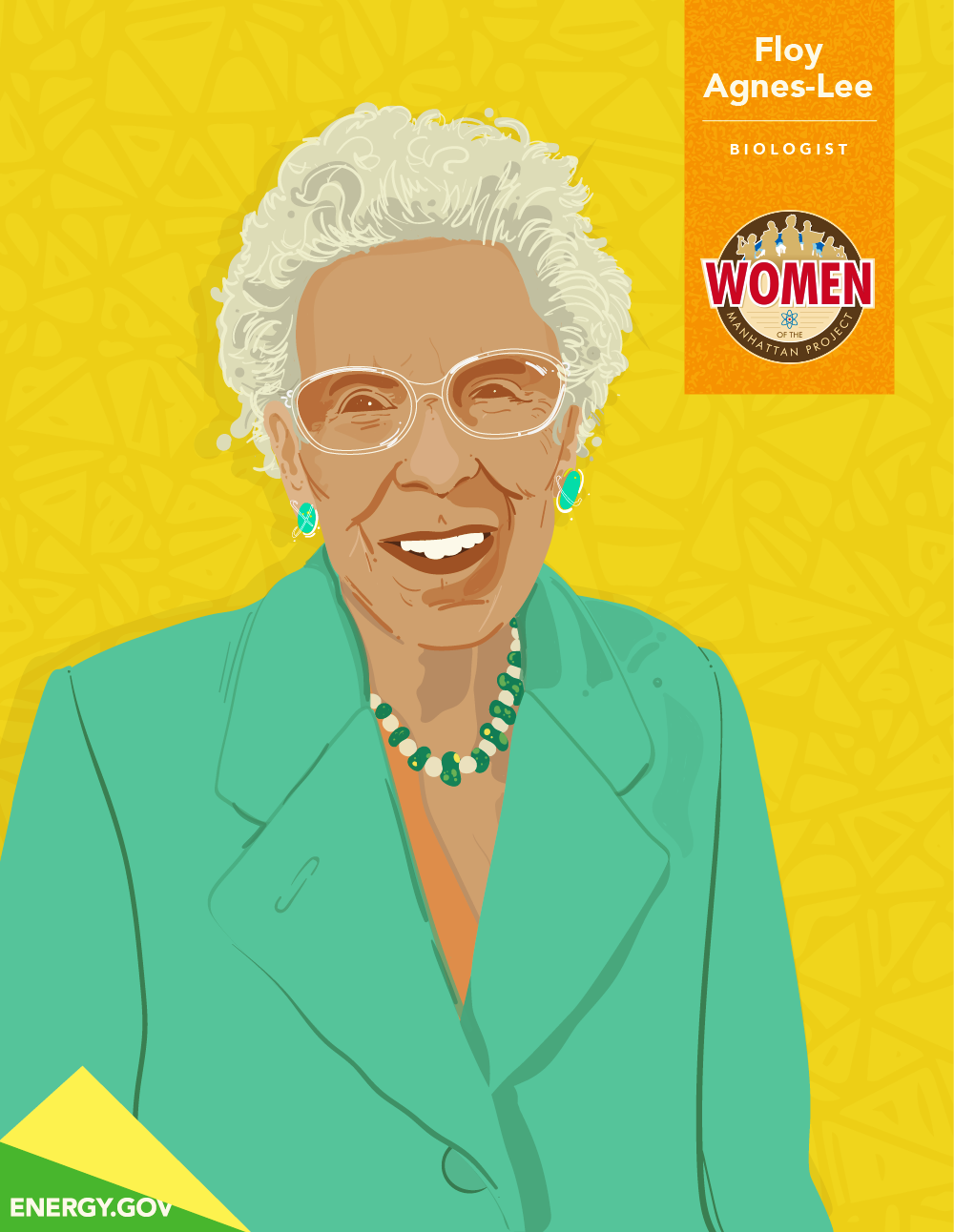
Illustration von Floy Agnes Lee, basierend auf einem Foto, das von einem Mitarbeiter der Atomic Heritage Foundation aufgenommen wurde

 Floy Agnes Naranjo (* 23. Juli 1922 in Albuquerque, New Mexico, USA; † 6. März 2018 in Santa Fe, New Mexico, USA) war eine US-amerikanische Biologin. Sie forschte über die Auswirkungen von Strahlung auf Chromosomen und testete das Blut von Wissenschaftlern, die während des Manhattan-Projekts massiven Strahlungsmengen ausgesetzt waren.

## Leben und Werk
Lee war das vierte von fünf Kindern einer deutsch-amerikanischen Mutter, Floy Maisie Summit Naranjo, und Severiano F. Naranjo, der Mitglied der Santa Clara Pueblo war. Ihre Eltern lernten sich als Lehrer an der Albuquerque Indian School kennen. Sie wuchs in Albuquerque auf, besuchte den Unterricht an der St. Mary’s Catholic School und machte ihren Abschluss an der Albuquerque High School. 1945 schloss sie ihr Biologiestudium an der University of New Mexico (UNM) mit einem Bachelor of Science ab. Während ihrer Studienzeit wurde sie in das Flugausbildungsprogramm der Women Airforce Service Pilots (WASP) aufgenommen. Sie konnte die Flugausbildung jedoch nicht abschließen, da die WASP 1944 aufgelöst wurde.

## Manhattan-Projekt
Nach ihrem Studienabschluss forschte sie an der UNM bei dem Ethnologen Edward Franklin Castetter (1896–1978), der die Biologieabteilung leitete. Castetter vermittelte sie 1945 an das Hämatologielabor in Los Alamos. Hier forschte Lee über die Auswirkungen der Strahlenexposition auf Blutzellen. Sie sammelte und untersuchte Blutproben von Wissenschaftlern des Manhattan-Projekts, darunter Louis Slotin, der während eines Experiments im Mai 1946 einer starken Strahlungsdosis ausgesetzt war und neun Tage nach dem Experiment starb. Der radioaktive Kern, der ihn tötete, hatte zuvor das Leben des Wissenschaftlers Harry Daghlian gefordert und wurde als Demon Core bekannt. Während ihrer Zeit in Los Alamos traf sie auch die Wissenschaftler J. Robert Oppenheimer, Louis Hempelmann und Enrico Fermi. Da das Manhattan-Projekt der Geheimhaltung unterlag, kannte sie Wissenschaftler zu der Zeit nicht unter deren Namen, sondern unter ihrer Nummer.

## Forschung nach dem Zweiten Weltkrieg
Nach dem Zweiten Weltkrieg wurde sie von Fermi ermutigt, ihr Studium an der University of Chicago fortzusetzen. Sie zog nach Chicago, begann ihre Doktorarbeit in Biologie und forschte bei Hermann Lisco (1910–2000) und Joseph Allen am Argonne National Laboratory auf dem Gebiet der Strahlenbiologie. Sie lernte im Labor Clyde Stroud kennen, heiratete ihn und bekam mit ihm eine Tochter. Nachdem ihr Mann an Krebs gestorben war, promovierte sie 1966 in Zoologie an der University of Chicago. Ihr Forschungsschwerpunkt lag auf Strahlenbiologie und Zytogenik, wobei sie sich auf die Krebsforschung spezialisierte. In den 1960er Jahren entwickelte sie eine Methode zur Computeranalyse von Chromosomen.
Später war sie Direktorin der Abteilung für Gewebekultur bei der Pasadena Foundation for Medical Research, war leitende Wissenschaftlerin am Jet Propulsion Laboratory in Pasadena, Kalifornien und kehrte vor ihrer Pensionierung an das Los Alamos National Laboratory zurück, wo sie als Strahlenbiologin in der Mammalian Biology Group arbeitete.
Sie war unter anderem Gründungsmitglied der American Indian Science and Engineering Society, Mitglied der Tissue Culture Association und Mitglied der International Society for Cell Biology.
Stroud-Lee wurde 1954 aktives Mitglied der American Association for Cancer Research (AACR) und wurde 1979 emeritiert. Sie war dort Mitglied der Arbeitsgruppen Women in Cancer Research und Chemistry in Cancer Research sowie Tumor Microenvironment.
Lee starb 2018 im Alter von 95 Jahren in Santa Fe. ihre Ehemänner Clyde P. Stroud, John J. Schmink und William P. Lee verstarben vor ihr.